# Pleiostachya pittieri
Pleiostachya pittieri är en strimbladsväxtart som beskrevs av Willard Winfield Rowlee och Paul Carpenter Standley. Pleiostachya pittieri ingår i släktet Pleiostachya och familjen strimbladsväxter. Inga underarter finns listade.